# Urepione quadrilineata
Urepione quadrilineata är en fjärilsart som beskrevs av Walker 1862. Urepione quadrilineata ingår i släktet Urepione och familjen mätare. Inga underarter finns listade i Catalogue of Life.